# Hoyerswerdaer FC
Der Hoyerswerdaer FC ist ein deutscher Fußballverein aus Hoyerswerda, dessen Werdegang 1956 als BSG Aktivist Schwarze Pumpe begann.

## BSG Aktivist Schwarze Pumpe

Logo der BSG Aktivist Schwarze Pumpe

Am 21. Januar 1956 wurde für die Arbeiter des damaligen Gaskombinats Schwarze Pumpe die Betriebssportgemeinschaft (BSG) Aktivist „Schwarze Pumpe“ mit Sitz in Spremberg gegründet. Nach dem Anschluss der BSG Aktivist „Spreetal“ entstand eine BSG mit 16 Sportsektionen. Die 1. Mannschaft der Sektion Fußball startete zunächst in der Kreisklasse. Noch im gleichen Jahr wurde mit der finanziell angeschlagenen BSG Einheit Spremberg eine weitere Fusion durchgeführt und Aktivist konnte deren Platz in der Bezirksliga Cottbus übernehmen. Dieser konnte jedoch nicht gehalten werden, und es folgte 1957 ein Jahr in der Bezirksklasse (5. Liga). Nach dem sofortigen Wiederaufstieg spielte Aktivist bis 1959 wieder in der Bezirksliga und wurde in diesem Jahr Bezirksmeister. Damit hatte sich die Mannschaft für die drittklassige II. DDR-Liga qualifiziert. Mit dem Aufstieg verließ die BSG das Stadion Spreetal in Spremberg und spielte von da an im Friedrich-Ludwig-Jahn-Stadion in Hoyerswerda. Am Ende der Saison 1960 musste Aktivist wieder aus II. DDR-Liga absteigen. 1965 konnte die BSG als erneuter Bezirksmeister und nach erfolgreicher Aufstiegsrunde in die zweitklassige DDR-Liga aufsteigen (die II. DDR-Liga war inzwischen abgeschafft worden). Zwischen 1965 und 1970 pendelte Aktivist ständig zwischen DDR- und Bezirksliga. 1970 hatte sich die Mannschaft erneut für die DDR-Liga qualifiziert. Nach dem 2. Spieltag der Saison 1970/71 wurde Aktivist wegen finanzieller Manipulationen in der abgelaufenen Spielzeit wieder in die Bezirksliga zurückgestuft. Es gelang jedoch postwendend der Wiederaufstieg, und danach konnte sich die Mannschaft bis zum Ende des DDR-Fußballs dauerhaft in der DDR-Liga behaupten. Im FDGB-Pokal, dem nationalen Cup-Wettbewerb in der DDR, stieß Aktivist in der Austragung 1970/71 bis in das Viertelfinale vor. Nachdem im Achtelfinale die Oberligamannschaft von Wismut Aue mit 2:1 bezwungen werden konnte, stoppte Dynamo Dresden die Hoyerswerdaer mit 2:0 in Dresden.
In den Spielzeiten 1981/82 bis 1983/84 erzielte Aktivist Schwarze Pumpe mit jeweils einem 2. Platz in der Liga-Staffel D sein bestes Ergebnis. Zum Aufgebot 1982/83 gehörten folgende Spieler:
- Tor: Uwe Zimmermann, Lutz Schmuck
- Abwehr: Hartmut Wenzel, Peter Buschner, Ralf Hellpoldt, Jürgen Schanze, Jens Ruhla, Henry Becker, Jens Fiedler
- Mittelfeld: Lutz Hattlieb, Manfred Scheunemann, Henry Burkon, Frank Papritz (Kapitän), Ralf Schulz, Dieter Nitsche
- Angriff: Matthias Hiepler, Michael Nitzsche, Hartmut Strauß, Jörg Jenter

## FSV Hoyerswerda
Im Zuge der politischen Wende in Deutschland spaltete sich die Fußball-Abteilung 1990 von der Gesamt-BSG ab und trat nun als „BSG Aktivist Pumpe Hoyerswerda – Sektion Fußball“ auf. Nur ein Jahr später, am 29. Mai 1991, wandelte man sich in den „FSV Hoyerswerda“ um und konnte sich zunächst in der neu gegründeten NOFV-Oberliga gut behaupten. Als 1994 der Trainer und acht Spitzenspieler nach einem finanziell lukrativen Angebot des VFC Plauen das Team verließen, konnte Hoyerswerda zum Abschluss der Saison 1993/94 nur knapp den Klassenerhalt sichern. Danach musste eine neue Mannschaft aufgebaut werden: Der Kader wurde mit Jugendspielern aufgefüllt. In den folgenden Jahren belegte der FSV meist nur einen Platz in der unteren Tabellenhälfte.
Im Jahr 1998 hatte sich der FSV höhere Ziele gesetzt. Die Verpflichtung von Trainer Gerd Schädlich wirkte wie ein Katalysator, im Zuge dessen fand sich  die Mannschaft kurz vor Saisonende auf dem dritten Tabellenplatz wieder, der zur Aufstiegsrelegation berechtigte. Doch die Amateure des damaligen Zweitligisten Tennis Borussia Berlin waren weder im Auswärts- noch im Heimspiel mit über 4.000 Zuschauern zu bezwingen. 1999 brachte der neue Trainer Eberhard Vogel dann vermehrten Offensivdrang in das Team, alle Neuverpflichtungen setzten sich auf Anhieb durch, und der FSV wurde daraufhin souverän Meister. Diesmal unterlag man in der Relegation dem FC Schönberg 95, nach einem 2:2 im Hinspiel vor 4.600 Zuschauern und einem 1:2 bei den Norddeutschen ging auch der zweite Anlauf zur Regionalliga verloren.

## FC Lausitz Hoyerswerda

Vereinswappen des FC Lausitz Hoyerswerda

Ab 2003 begann der Niedergang des FSV mit dem Abstieg in die Landesliga Sachsen. Zwischen 2002 und 2004 verließen über 50 Mitglieder den Verein, 2004 musste der Verein Insolvenz anmelden und stieg in die Bezirksliga ab. Die Idee, durch die Umbenennung zum „FC Lausitz Hoyerswerda“ am 1. August 2002 neue Sponsoren zu gewinnen, ging nicht auf, aber die Insolvenz konnte abgewendet werden. Trotzdem folgte am Ende der Saison 2004/2005 der Abstieg in die Bezirksklasse.
2005 wurde abermals ein Neuanfang unternommen. Unter dem in Hoyerswerda beliebten Trainer Waldemar Adamowicz gelang es, den weiteren Fall aufzuhalten. Der FC Lausitz hat sich in der Bezirksklasse gefestigt, die Mitgliederzahlen stiegen durch eine Mitgliederwerbeaktion der Fans des Vereins vom Tiefstand des Vorjahres 180 auf nun etwa 250. 2006 wurde die Mannschaft durch Neuzugänge verstärkt, und neue Sponsoren konnten gewonnen werden. Die Mitgliederzahl konnte noch einmal auf 300 gesteigert werden. Am 12. Mai 2007 schaffte der FC Lausitz vier Spieltage vor Schluss den Aufstieg in die Bezirksliga – der erste Aufstieg seit 26 Jahren. Wenige Spieltage danach musste Erfolgcoach Waldemar Adamowicz den Club aufgrund der sportlichen Talfahrt wieder verlassen. Mit Hartmut Jank übernahm ein alter Bekannter das Ruder (Spieler beim Club von 1984 bis 1995 und Trainer von 1993 bis 1996). Nach der Hinrunde in der Saison 2008/09 verließ Hartmut Jank den Verein aus persönlichen Gründen. Den Staffelstab übernahm nun Thomas Herold, zunächst als Spielertrainer. Auch unter Herold legte der FCL wieder den gewohnten Schlussspurt in der Rückrunde hin und sicherte den Verbleib in der Bezirksliga. Nun war die Zeit für einen größeren Umbruch gekommen. Ältere Spieler wie Karsten Haasler und Carsten Schneider verließen den Verein, dafür wurden eigene Jugendspieler verstärkt eingebaut. So spielte der FCL in der Saison 2009/10 oft mit einem Kader, der im Durchschnitt kaum älter als 20 Jahre war. Nach internen Problemen verzichtete der FCL im Sommer 2010 auf den Klassenerhalt in der Bezirksliga und stieg freiwillig in die Bezirksklasse 1 Dresden ab. Dort konnte sich der Verein allerdings nur ein Jahr halten und stieg als Tabellenletzter erneut ab.

## Hoyerswerdaer FC
Am 1. Juli 2016 fusionierte der FC Lausitz mit dem Lokalrivalen Hoyerswerdaer SV 1919 (ehemalige BSG Aufbau) zum Hoyerswerdaer FußballClub und konnte das Aufstiegsrecht des Hoyerswerdaer SV 1919 wahrnehmen. Somit spielt die erste Mannschaft des Hoyerswerdaer FC seitdem in der siebtklassigen Landesklasse Ost. Die zweite Mannschaft ist in der Kreisliga Bautzen Staffel 2 vertreten. Die Spielstätte ist nach wie vor das Friedrich-Ludwig-Jahn-Stadion.
Der Nachwuchsbereich ist von Bambinis bis A-Jugend durchgängig besetzt. Der Hoyerswerdaer FC zählt zu den größten Sportvereinen in Hoyerswerda und zu den größten Fußballvereinen im Landkreis Bautzen.

## Ehemalige Spieler
- Rostislav Broum
- Pavel Dobrý
- Matthias Heidrich
- Stefan Hoßmang
- Thomas Hoßmang
- Gerald Klews
- Tom Mickel
- Dirk Rettig
- Andreas Richter
- Marcel Rozgonyi

## Größte Erfolge
- Aufstieg in die DDR-Liga 1959, 1965, 1967, 1970, 1972

- Cottbuser Bezirkspokalsieger 1970 und 1971
- 3 Vizemeisterschaften der DDR-Liga 1982, 1983 und 1984
- Pokalfinalist Sachsenpokal 1992
- Teilnahme an den Aufstiegsspielen zur Regionalliga Nordost 1999
- Meister der Oberliga Nordost-Süd 2000
- Teilnahme an den Aufstiegsspielen zur Regionalliga Nordost 2000

## Bilanz seit 2000
| Saison    | Liga | Liga                             | Platz                                                      | Punkte | Tore   | Sachsenpokal  |
| --------- | ---- | -------------------------------- | ---------------------------------------------------------- | ------ | ------ | ------------- |
| 1999/2000 | 4    | NOFV-Oberliga Staffel Süd        | 01.                                                        | 71     | 75:18  | 1. Runde      |
| 2000/01   | 4    | NOFV-Oberliga Staffel Süd        | 07.                                                        | 48     | 63:54  | 1. Runde      |
| 2001/02   | 4    | NOFV-Oberliga Staffel Süd        | 11.                                                        | 35     | 38:52  | Halbfinale    |
| 2002/03   | 4    | NOFV-Oberliga Staffel Süd        | 18. (Abstieg)                                              | 21     | 21:93  | Viertelfinale |
| 2003/04   | 5    | Landesliga Sachsen               | 14. (Abstieg)                                              | 14     | 30:80  |               |
| 2004/05   | 6    | Bezirksliga Dresden              | 16. (Abstieg)                                              | 5      | 21:145 |               |
| 2005/06   | 7    | Bezirksklasse Dresden Staffel II | 05.                                                        | 47     | 73:39  |               |
| 2006/07   | 7    | Bezirksklasse Dresden Staffel II | 01. (Aufstieg)                                             | 81     | 101:17 |               |
| 2007/08   | 6    | Bezirksliga Dresden              | 05.                                                        | 46     | 55:46  |               |
| 2008/09   | 6    | Bezirksliga Dresden              | 07.                                                        | 43     | 38:35  |               |
| 2009/10   | 6    | Bezirksliga Dresden              | 12. (freiwilliger Abstieg)                                 | 33     | 41:62  |               |
| 2010/11   | 7    | Bezirksklasse Dresden            | 16. (Abstieg)                                              | 15     | 27:101 |               |
| 2011/12   | 8    | Kreisliga A Westlausitz          | 5.                                                         | 42     | 53:31  |               |
| 2012/13   | 8    | Kreisliga A Westlausitz          | 10.0                                                       | 35     | 41:55  |               |
| 2013/14   | 8    | Kreisliga A Westlausitz          | 13.                                                        | 31     | 38:51  |               |
| 2014/15   | 8    | Kreisliga A Westlausitz          | 06.                                                        | 39     | 54:46  |               |
| 2015/16   | 8    | Kreisliga A Westlausitz          | 05.                                                        | 47     | 61:46  |               |
| 2016/17   | 7    | Kreisoberliga Westlausitz        | 11.                                                        | 34     | 61:56  |               |
| 2017/18   | 7    | Kreisoberliga Westlausitz        | 5.                                                         | 51     | 63:38  |               |
| 2018/19   | 7    | Kreisoberliga Westlausitz        | 7.                                                         | 48     | 68:51  |               |
| 2019/20   | 7    | Kreisoberliga Westlausitz        | 11. (Saison wegen der Corona-Pandemie abgebrochen)         | 18     | 43:40  |               |
| 2020/21   | 7    | Kreisoberliga Westlausitz        | 9.(Saison wegen der Corona-Pandemie abgebrochen)           | 11     | 19:14  |               |
| 2021/22   | 7    | Kreisoberliga Westlausitz        | 1.(Aufstieg)(Saison wegen der Corona-Pandemie abgebrochen) | 40     | 56:13  |               |
| 2022/23   | 6    | Landesklasse Sachsen Ost         | 5.                                                         | 37     | 50:43  | 2. Runde      |